# Tomazina
Tomazina é um município brasileiro do estado do Paraná.

## Etimologia
Homenagem ao major Thomaz Pereira da Silva, pioneiro, desbravador e fundador do município. A denominação "Tomazina" é a junção do termo "Thomaz" e do sufixo "ina". Etimologicamente o termo "Thomaz" vem do aramaico "Toma"...gêmeo, e do latim "Thomas".

## História
O município de Tomazina tomou emprestado seu nome do major Joaquim Thomaz Pereira da Silva, que foi seu grande benemérito. No ano de 1865, adquiriu uma gleba de terras que abrangia a margens direita e esquerda do Rio das Cinzas, e em novembro de 1867 partiu em comitiva da cidade de Itajubá, da então Província de Minas Gerais, com destino ao sertão do norte pioneiro paranaense.
Com ele, acompanhou seus parentes, amigos, escravos e agregados e depois de mais de um mês de viagem, chegam ao ponto desejado. A esta época, poucas eram as localidades habitadas na região, não muito distante ali florescia São José do Cristianismo e São José da Boa Vista. A fertilidade do solo foi fator preponderante para atrair novos colonizadores, o que se efetivou em pouco tempo. Em 1878, o major Thomaz e sua mulher doaram área de terras para que se iniciasse um povoado sob a invocação de Nossa Senhora de Aparecida, e o autor foi o padre Antonio Camargo.
A Lei nº 923, de 6 de setembro de 1888 elevou a freguesia à categoria de vila, sendo que ano seguinte, no 8 de maio, a Lei nº 322, elevou a vila à condição de município emancipado, com território desmembrado de São José da Boa Vista.
A instalação se deu em 7 de janeiro, quando foram empossados os membros da primeira Câmara de Vereadores: Elias Xavier da Silva, José Albano Pereira, tenente João José Ribeiro, capitão Cândido Antonio Pereira e o major Thomaz Pereira da Silva, que foi eleito presidente daquela Casa de Leis. Posteriormente assumiu o cargo de primeiro prefeito de Tomazina.
Na época o município pertencia à Comarca de São José da Boa Vista, possuindo área de 6.050 quilômetros quadrados, que em face dos numerosos desmembramentos que se sucederam, para a criação de novos municípios, tais como Ibaiti e Wenceslau Brás, foi sensivelmente reduzido.

## Geografia
Possui uma área é de 591 km² representando 0,2967 % do estado, 0,1049 % da região e 0,007 % de todo o território brasileiro. Localiza-se a uma latitude 23°46'40" sul e a uma longitude 49°57'00" oeste, estando a uma altitude de 541 metros. Sua população estimada em 2010 era de 8.788 habitantes.

### Demografia
Dados do Censo - 2000
População total: 8920 hab
- Urbana: 4.286
- Rural: 4.645
- Homens: 5.091
- Mulheres: 4.840

Densidade demográfica (hab./km²): 13,10 hab/km² (IPARDES/2005)
Índice de Desenvolvimento Humano (IDH-M): 0,716
- IDH-M Renda: 0,640
- IDH-M Longevidade: 0,706
- IDH-M Educação: 0,802